# 白云机场南站
白云机场南站是广州东环城际的一个车站，位于中国广东省广州市花都区，设于广州白云国际机场一号航站楼东连接楼与P2停车场之间的地下。本站预计于2025年启用。

## 车站结构
本站为地下二层岛式车站，长310.75m、标准段宽23.9m，设有4个出入口。

### 车站楼层
| 地下一层 | 站厅层   | 售票处、进站口、候车区、出站口            |  |  |
| 地下二层 | 1站台    | 广州东环城际 番禺方向（下站：白云机场东） |  |  |
|          | 岛式站台 |                                           |  |  |
|          | 2站台    | 广州东环城际 花都方向（下站：白云机场北） |  |  |

## 历史
本站在规划和施工阶段被称作机场T1站，2021年2月2日定名为白云机场南站。
车站于2018年11月26日开始全面施工，2020年1月14日开始车站主体结构施工，2022年1月18日封顶。

## 接驳交通
本站未来可经地面换乘广州地铁3号线，亦可经通道换乘22号线北延段（芳白城际）。